# 西鮑爾斯峰

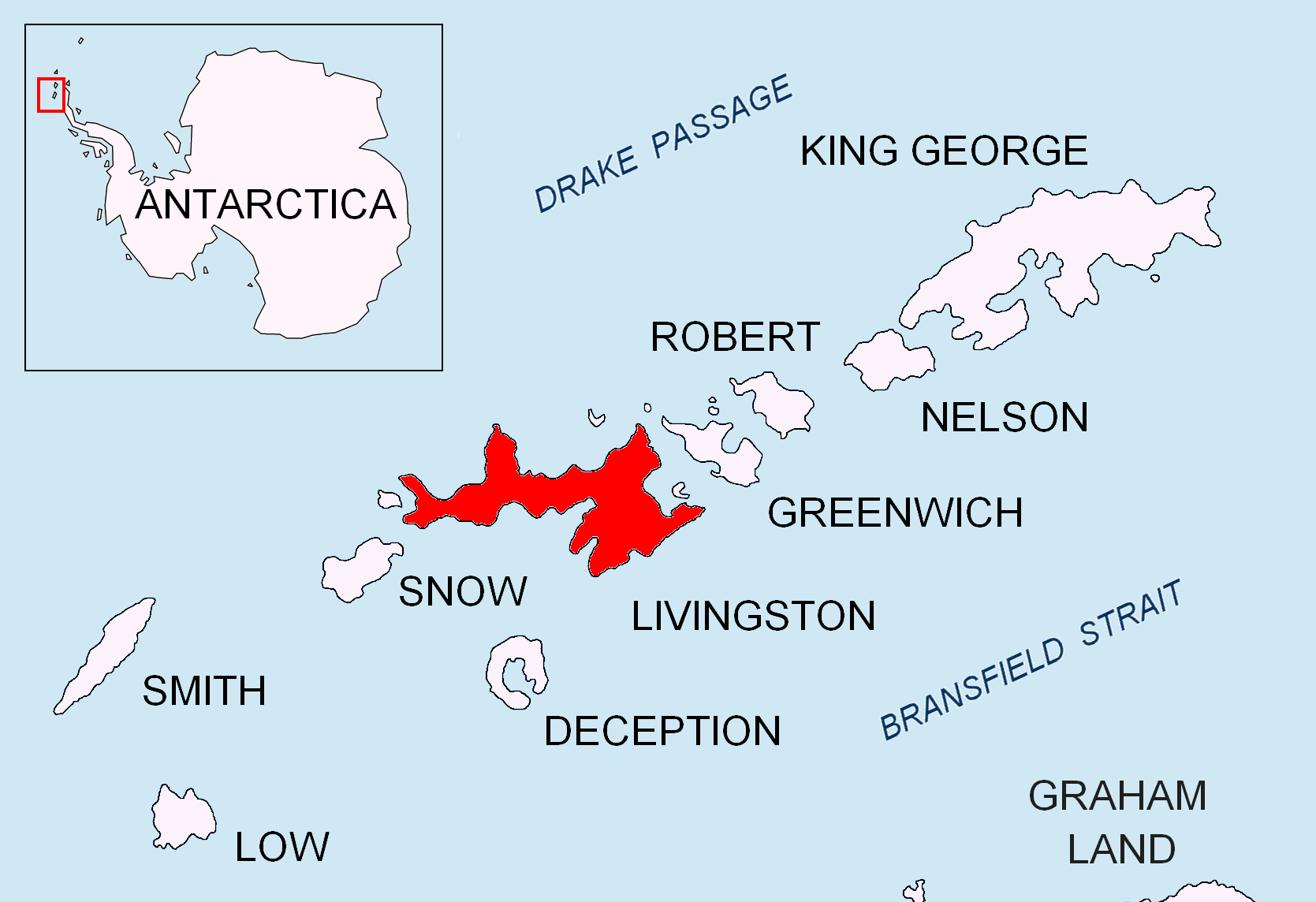

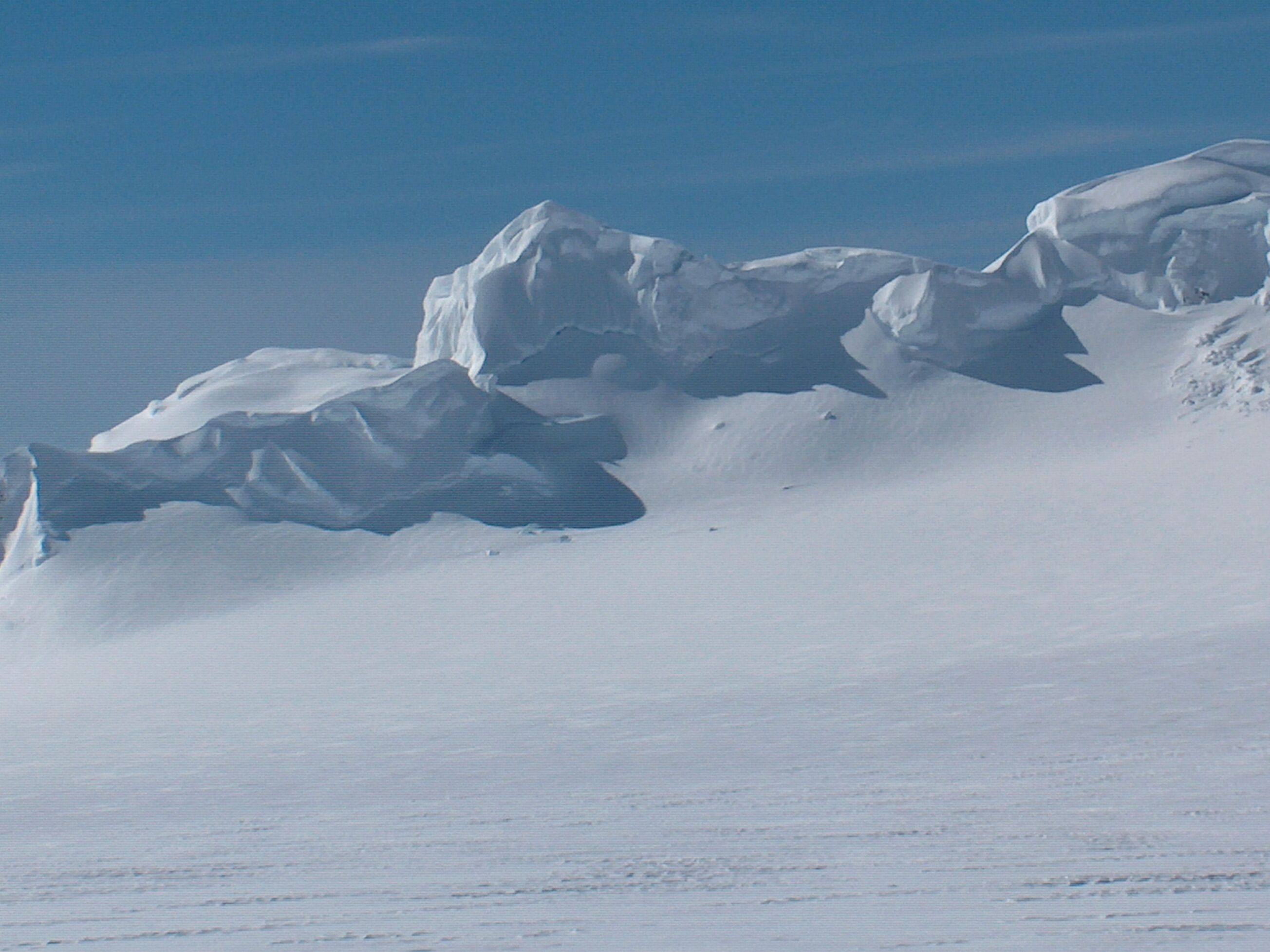

西鮑爾斯峰（英語：Bowles West Peak）是南極洲的山峰，位於南設得蘭群島的利文斯頓島東部，屬於鮑爾斯嶺的一部分，海拔高度678米，處於鮑爾斯山西北面1公里和赫穆斯峰東南面0.79公里。

## 外部連結
- SCAR Composite Gazetteer of Antarctica（页面存档备份，存于）.

62°36′47.5″S 60°13′13″W / 62.613194°S 60.22028°W